# Castello d’Agogna
Castello d’Agogna (lombardul: Casté dla Gogna) település Olaszországban, Lombardia régióban, Pavia megyében. Lakosainak száma 1051 fő (2023. január 1.). Castello d’Agogna Ceretto Lomellina, Mortara, Sant’Angelo Lomellina, Zeme és Olevano di Lomellina községekkel határos.

## Népesség
A település lakossága az elmúlt években az alábbi módon változott:
| Lakosok száma | 1184 | 1183 | 1051 |
|               | 2017 | 2018 | 2023 |